# Jon Connor
Jon Kevin Freeman Jr., mer känd under sitt artistnamn Jon Connor, född 13 april 1985 i Flint i Michigan, är en amerikansk rappare och musikproducent. Genom sin musik har Connor konstant lyft fram sin hemort Flint, där stor fattigdom, kriminalitet och brist på rent dricksvatten råder. 2013 under BET Hip Hop Awards annonserades att Connor hade skrivit på för Dr. Dres skivbolag Aftermath. Under 2014 medverkade Connor på tidskriften XXLs årliga cypher, där nypopulära rappare får chansen att i grupper visa sin talang för en bredare publik.
Connor släppte aldrig något album med Aftermath, bara en singel och flera inhopp på andra artisters låtar. Efter sex år utan att hans planerade album Vehicle City publicerats och 2019 gick de skilda vägar och Connor startade sitt eget skivbolag All Varsity Music.

## Diskografi

### Fullängdsalbum[6]
- 2005 – The Calling Part 1
- 2008 – The Calling Part 2
- 2010 – Season One (album) (under monikern Vinnie Chase)
- 2011 – Salvation
- 2011 – Season 2
- 2012 – The People's Rapper LP
- 2012 – The Blue Album
- 2012 – While You Were Sleeping
- 2013 – Unconcious State
- 2020 – SOS
- 2022 – SOS II: The Road to Legendary
- 2022 – W.A.R. (The Care Package)
- 2024 – III

### EP och Mixtapes
- 2006 – Everybody Hates Connor
- 2014 – A Tribute To The Notorious B.I.G. Vol. 1
- 2014 – Best in the World[7]
- 2021 – Best In The World: Delirium
- 2022 – Best In The World: The N Tape

### Singlar (i urval)
- 2016 – Fresh Water For Flint[8]

- 2018 – I'm Back (med Dr. Dre)[9]